# Metro de Tolosa
El Metro de Tolosa (occità: Mètro de Tolosa) és una xarxa de ferrocarril metropolità de Tolosa de Llenguadoc. Aquest sistema de transport va ésser inicialment dirigit per la Société d'économie mixte des voyageurs de l'agglomération toulousaine (SEMVAT), que era una companyia en un 80% propietat de l'ajuntament i l'altre 20% privada. Però des del 2003 és dirigit per Tisséo Réseau Urbain, sota l'autorització del Syndicat Mixte des Transports en Commun des de 2003.

## Característiques tècniques

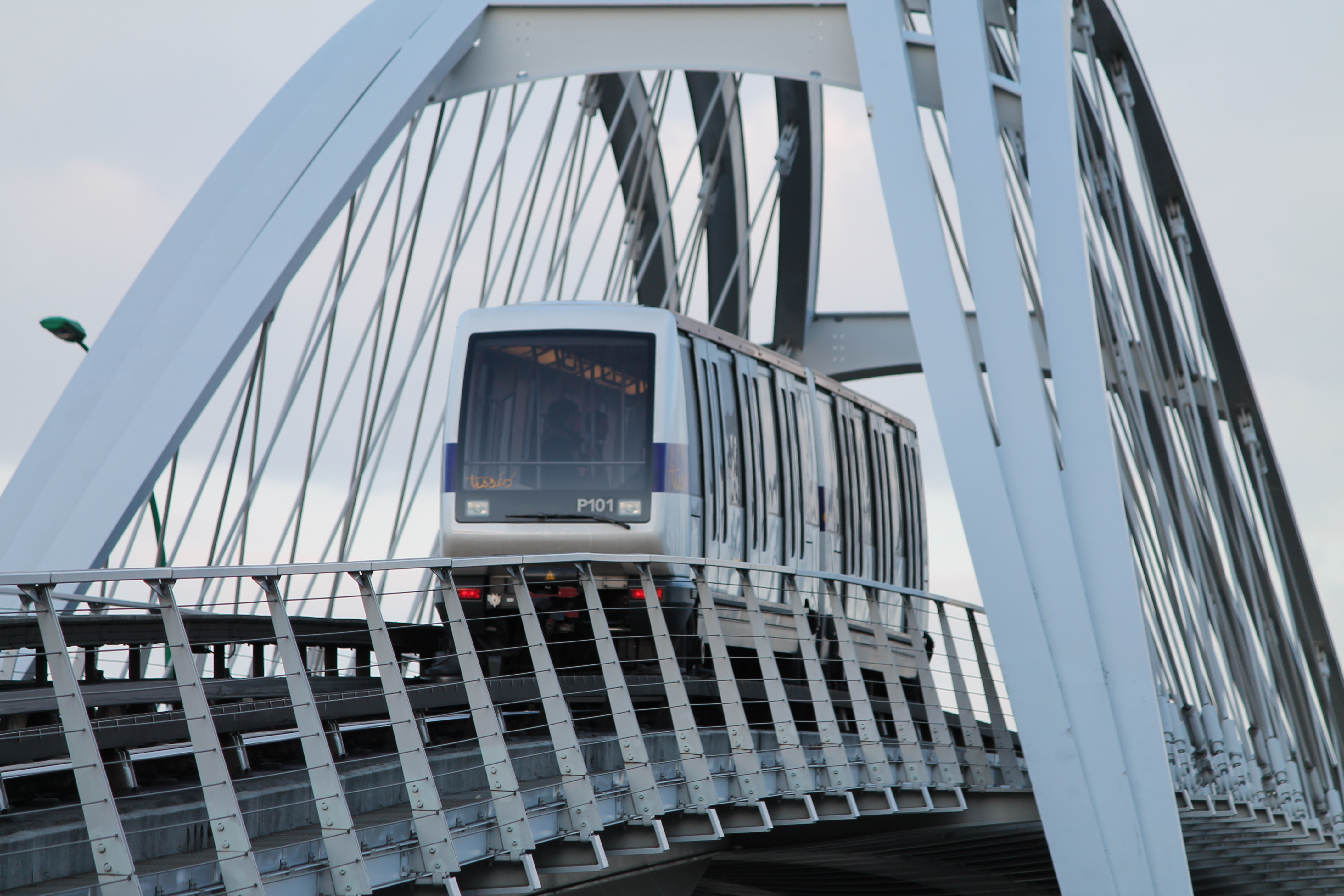
VAL 208 del Metro de Tolosa.

Les línies A i B són de gàlib estret i utilitzen el sistema VAL, que va ésser desenvolupat per Matra, que actualment és part de Siemens.
13 de les 18 estacions de la Línia A, tenen andanes de només 52 metres de llarg, on només hi caben trens de 4 vagons. En aquestes, unes portes automàtiques de vidre separen les andanes de les vies, i s'obren quan s'obren les portes del tren quan està estacionat a l'estació. Per això, cada plataforma ha d'ésser absolutament recta. Dos cotxes només poden encabir de 150 a 200 persones.
Els trens utilitzen pneumàtics de cautxú i s'alimenten amb un tercer carril de 750V de voltatge. Aquests poden pujar pendents de fins al 7%, assolir una velocitat màxima d'uns 60 km/h, i poden operar a la línia amb una freqüència màxima de 65 segons.
Un centre de control regula la xarxa, vetlla per la seva seguretat i pot controlar els trens a distància en el cas d'un incident o una avaria, ja que aquests circulen sense conductor.
Actualment, hi ha dos tipus de material rodant en circulació: VAL 206 i VAL 208. El nom de la propera estació s'anuncia abans de cada parada i just després de la sortida de l'estació anterior. En els trens VAL 208, el nom de la propera estació i de les seves connexions es mostren en cada cotxe en un LEDS.

## Xarxa
Actualment el metro de Tolosa és només compost per dues línies:
- Línia A, Bassacamba/Baishacama - Balmar Grandmont. És principalment subterrània, però té algunes seccions en viaducte.
- Línia B, Bòrda-roja - Ramonvila. És un eix nord-sud, totalment subterrani i que es va inaugurar el 30 de juny de 2007.

## Història
- 1983: L'Ajuntament decideix crear una línia de metro entre el sud-oest i nord-est.
- 1985: L'Ajuntament decideix utilitzar el sistema VAL.
- 1987: El projecte rep la seva aprovació mediambiental.
- 1989: Inici de les obres de la Línia A.
- 1993: Obertura de la Línia A entre Bassacamba i Belmont.
- 1997: Inici dels estudis preliminars per a l'extensió de la Línia A i la construcció de la Línia B.
- 2001: Inici dels treballs d'extensió de la Línia A i de la construcció de la Línia B.
- 2003: (Desembre) Obertura de l'extensió de la Línia A entre Belmont i Balmar Gramont.
- 2007: (30 de Juny) Obertura de la Línia B, (Bòrdaroja - Ramonvila).

## Línies

### Línia A
La Línia A té 18 estacions i 12.5 km d'extensió. S'estén des del centre comercial de Balmar travessant Tolosa, amb parades a Marengo (connexió amb la principal estació de la SNCF de Tolosa, Tolosa-Matabiau), Capitòli, Plaça Esquiròl i la Universitat de Tolosa-Lo Miralh. Després de l'última estació, Bassacamba, hi ha les cotxeres de la línia. El Centre de Control Central també es troba a les cotxeres.
Horari: 5:5am fins a mitjanit (0:42am divendres i dissabte). Està en estudi per al 2015 una extensió de 5 km al nord de la línia, cap a L'Union.

### Línia B
Aquesta línia té inicialment 20 estacions i 15 km d'extensió. Va ésser oberta el 30 de juny de 2007. Les cotxeres estan situades al costat de les estacions de Bòrda-roja i Ramonvila. A més s'han construït noves estacions de bus a les estacions de Bòrda-roja, Universitat Pau Sabatier i Ramonvila.
El gener de 2006, l'alcalde de Tolosa, Jean-Luc Moudenc va parlar d'una ràpida decisió sobre una extensió sud de la línia B. En aquesta extensió s'inclouen 5 km de línia en viaducte, travessant el Canal del Migdia i l'autopista A61, quatre estacions i final a Labeja-Innopòl.
Una tercera línia està prevista pel 2024.